# Dariusz Tarnawski
Dariusz Tarnawski (ur. 2 sierpnia 1953 w Ząbkowicach Śląskich, zm. 10 lutego 2021) – polski biolog, prof. dr hab. nauk biologicznych o specjalności entomologia, zoologia, profesor zwyczajny i dyrektor Instytutu Biologii Środowiskowej Wydziału Nauk Biologicznych Uniwersytetu Wrocławskiego.

## Życiorys
W 1977 ukończył studia biologiczne na Uniwersytecie Wrocławskim, natomiast 19 kwietnia 1990 obronił pracę doktorską Studia systematyczne nad rodzajem Selatosomus Stephens, 1830 (Coleoptera, Elateridae, Ctenicerinae), otrzymując doktorat, a 14 grudnia 2000 habilitował się na podstawie oceny dorobku naukowego i pracy zatytułowanej Elateridae – sprężykowate (Insecta: Coleoptera), część I (część ogólna oraz podrodziny: Agrypninae, Negastriinae, Diminae i Athoinae). 7 października 2010 nadano mu tytuł profesora w zakresie nauk biologicznych.
Pełnił funkcję profesora i dyrektora w Instytucie Biologii Środowiskowej na Wydziale Nauk Biologicznych Uniwersytetu Wrocławskiego, oraz był wiceprezesem i prezesem Polskiego Towarzystwa Taksonomicznego.

## Wybrane publikacje
- 2007: Nowe stanowiska Ampedus suecicus (PALM, 1976) i Sericus subaeneus (REDTENBACHER, 1842) (Coleoptera: Elaterridae) w Górach Stołowych[2]
- 2009: Nowe dane o rozmieszczeniu modraszków z rodzaju Phengaris (Marculinea)(Lepidoptara: Lycaenidae) w dolnośląskiej części Sudetów i Przedgórza Sudeckiego[2]
- 2009: New species of tribe Megapenthini Gurjeva, 1973 (Coleoptera, Elateridae) from Asia[2]
- 2015: On mature larva of Western eyed click beetle Alaus melanops LeConte, 1863 with comparison to related species (Coleoptera: Elateridae)[2]